# Casque de réalité virtuelle

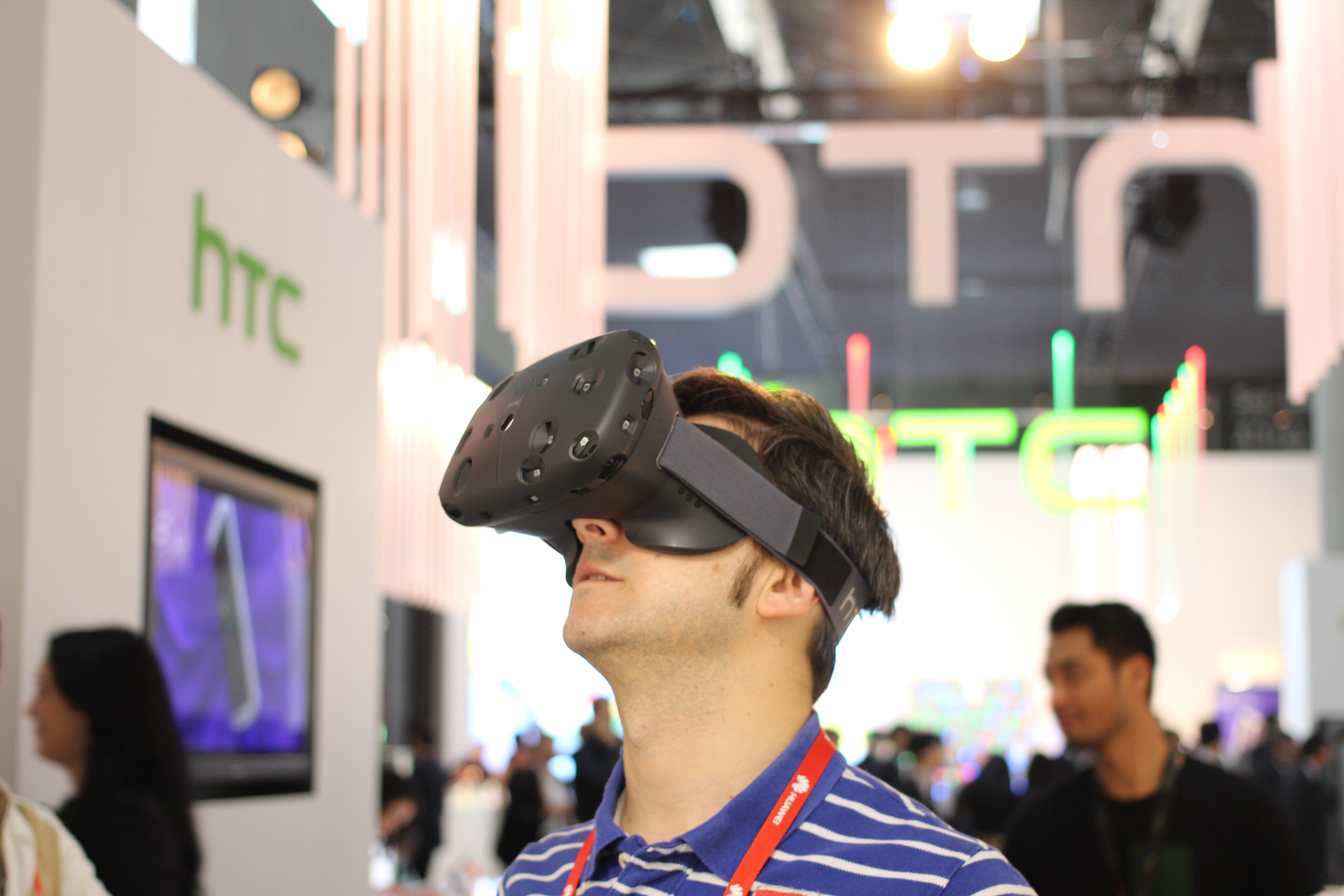
Le casque de réalité virtuelle HTC Vive.

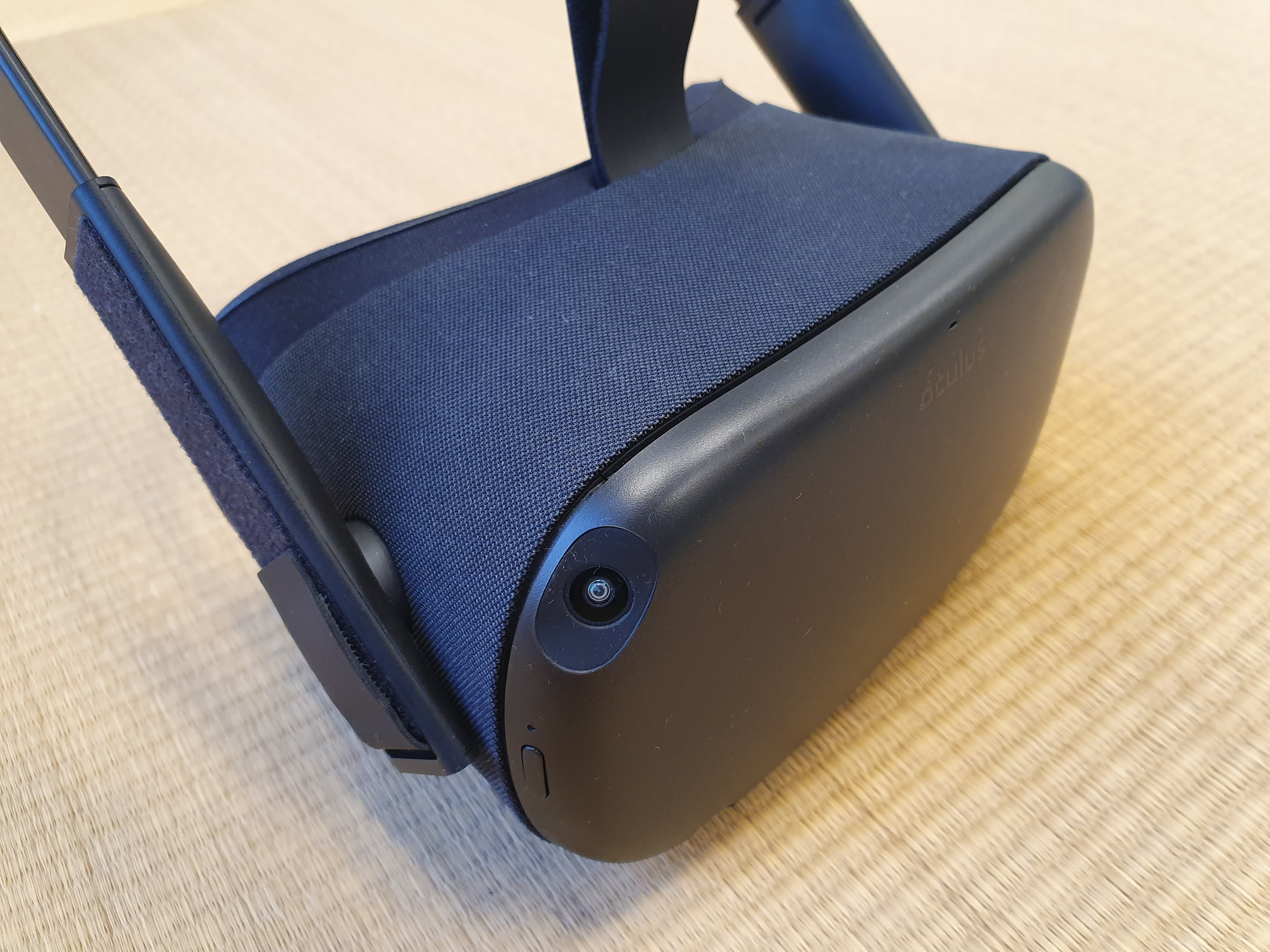
L'Oculus Quest, un casque autonome et sans fil.

Un casque de réalité virtuelle (ou casque VR) est un dispositif porté sur la tête qui permet au porteur d'être immergé dans une réalité virtuelle. Les casques de réalité virtuelle sont fortement associés aux jeux vidéo mais peuvent également être utilisés dans d'autres contextes, tel que l'entraînement ou la médecine. Ils sont composés d'un visiocasque stéréoscopique, de son stéréo, et de capteurs de position de la tête, des membres, du corps ou des yeux (tels que gyroscopes, accéléromètres ou optiques),,.

## Historique

### Pré-histoire de la réalité virtuelle

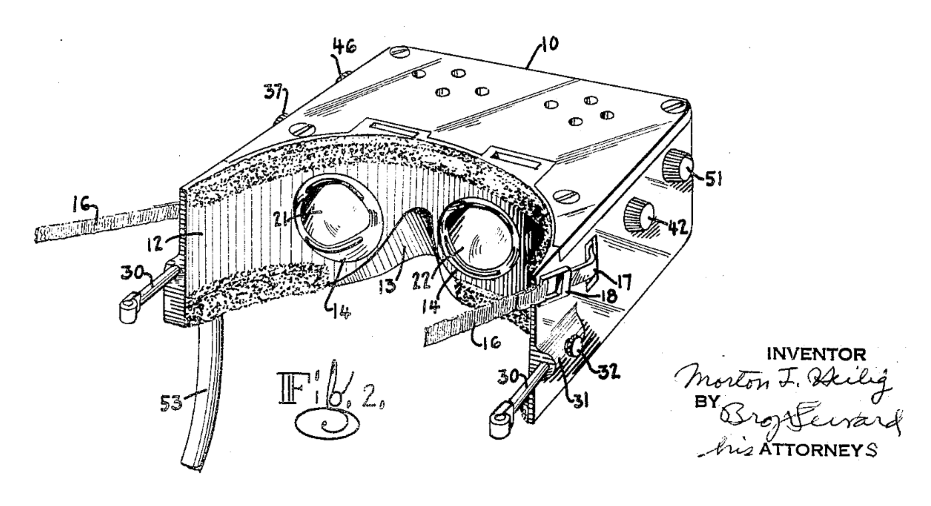
Schéma de Morton Heilig pour dépôt de brevet d'un dispositif de vision en 3D.

Un des précurseurs de la réalité virtuelle, Morton Heilig (1926-1997) a déposé au début des années 1960 un brevet pour ce qui peut être considéré comme un des premiers casques de réalité virtuelle.
Le concept de Lunettes intelligentes apparait dans les années 1970, d'abord dans la science-fiction puis pour quelques usages militaires, notamment dans l'aviation. 
VPL Research figura parmi les entreprises pionnières dans le développement de casques de réalité virtuelle (VR) dans les années 1980.

### Années 1990: premiers essais décevants dans le domaine du jeu vidéo
Un casque futuriste Sega VR a été annoncé en 1991 et présenté au CES d'hiver 1993. Il n'a jamais été commercialisé pour les consoles car il provoquait le mal de mer et ne détectait pas assez finement les mouvements, mais a été utilisé pour l’attraction d’arcade Sega VR-1 en 1994,.
Un autre casque VR précoce, le Forte VFX1, a été présenté au CES de 1994. Il disposait d'écrans stéréoscopiques, d’un suivi de mouvement sur trois axes et d’un casque audio stéréo.
En 1997, Sony lance le Glasstron, muni d’un capteur de position en option, permettant à l'utilisateur de modifier la perspective visuelle selon ses mouvements de tête, renforçant l'immersion. Ces casques VR ont notamment offert aux joueurs de MechWarrior 2 une nouvelle expérience en vue subjective. Toutefois, ces premiers casques ont échoué commercialement, en raison de leurs limites techniques, : John Carmack les a même comparés à une vision à travers des « rouleaux de papier toilette ».

### Premiers espoirs dans les années 2010

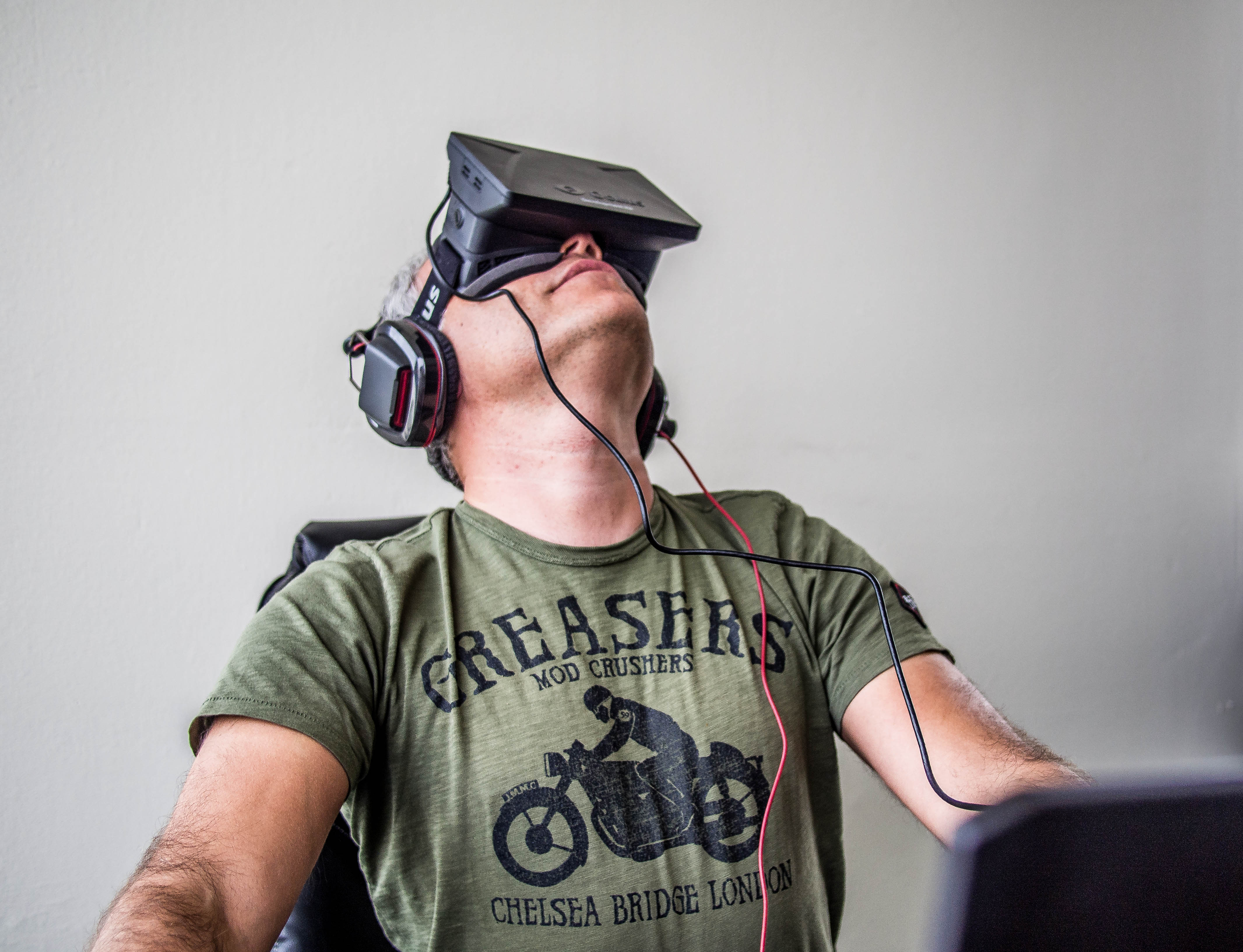
Sergey Orlovskiy, fondateur de Nival Interactive, utilisant un Oculus Rift.

En 2012, une campagne de financement participatif a été lancée pour l’Oculus Rift, dirigée notamment par des développeurs de jeux vidéo réputés comme John Carmack, qui devient plus tard directeur technique (CTO) de l’entreprise. En mars 2014, Facebook rachète Oculus VR pour 2 milliards de dollars. Le casque est livré aux premiers consommateurs le 28 mars 2016.

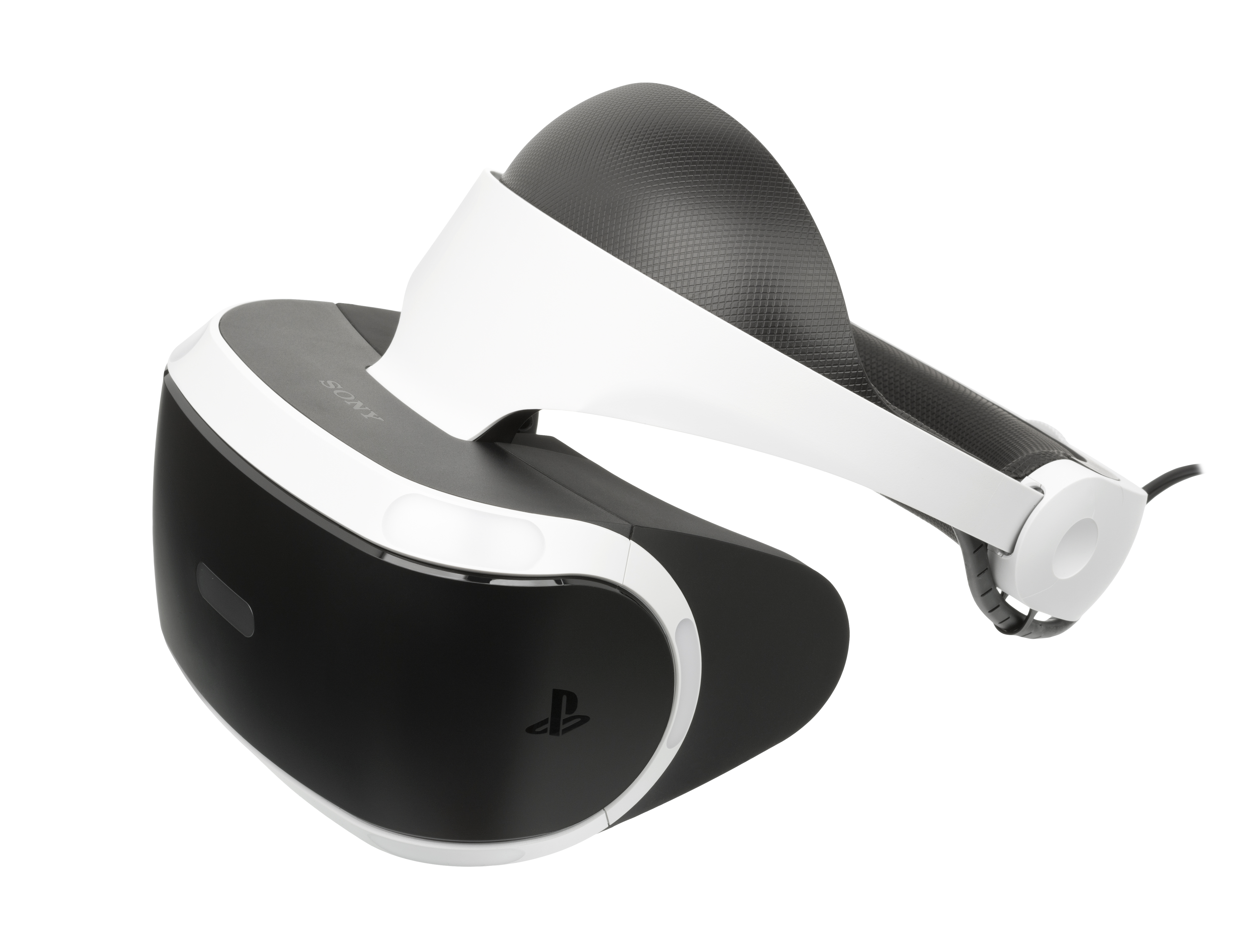
Le PlayStation VR, compatible uniquement avec la console de jeux PlayStation 4.

C'est entre 2016 et 2019 que la plupart des marques structurent le marché avec des produits significatifs : PlayStation VR, Oculus Rift, Microsoft HoloLens, Valve Index... En mars 2014, Sony dévoile un prototype de casque VR pour la PlayStation 4, baptisé plus tard PlayStation VR. Valve présente également ses propres prototypes, menant à une collaboration avec HTC pour produire le HTC Vive, conçu pour une expérience VR à l’échelle de la pièce, avec la plateforme SteamVR. Le Vive est lancé en avril 2016 et le PlayStation VR en octobre 2016.
Google propose des spécifications et kits de fabrication pour le Google Cardboard, un visionneur de VR en carton bon marché compatible avec les smartphones. Samsung s’associe à Oculus pour développer le Samsung Gear VR (réservé à certains modèles Samsung Galaxy), tandis que LG produit le LG 360 VR pour son smartphone LG G5,,,.
En mars 2017, Microsoft lance la plateforme Windows Mixed Reality, compatible avec Windows 10, avec des casques produits par Acer, Dell, HP et Lenovo.
En 2018, Oculus sort l’Oculus Go, un casque autonome n’ayant pas besoin de PC ni de smartphone. En juin 2019, Valve lance le Valve Index, son propre casque VR. Selon un rapport d'octobre 2019, Sony, Facebook (Oculus) et HTC sont les principaux fabricants de matériel VR.
En 2019, Facebook commercialise l’Oculus Quest, successeur de l’Oculus Go, avec manettes de mouvement et suivi positionnel 6DOF, ; il sera par la suite renommé « Meta Quest ».

### 2020-2022: la bulle du métavers, de l'emballement à l'effondrement

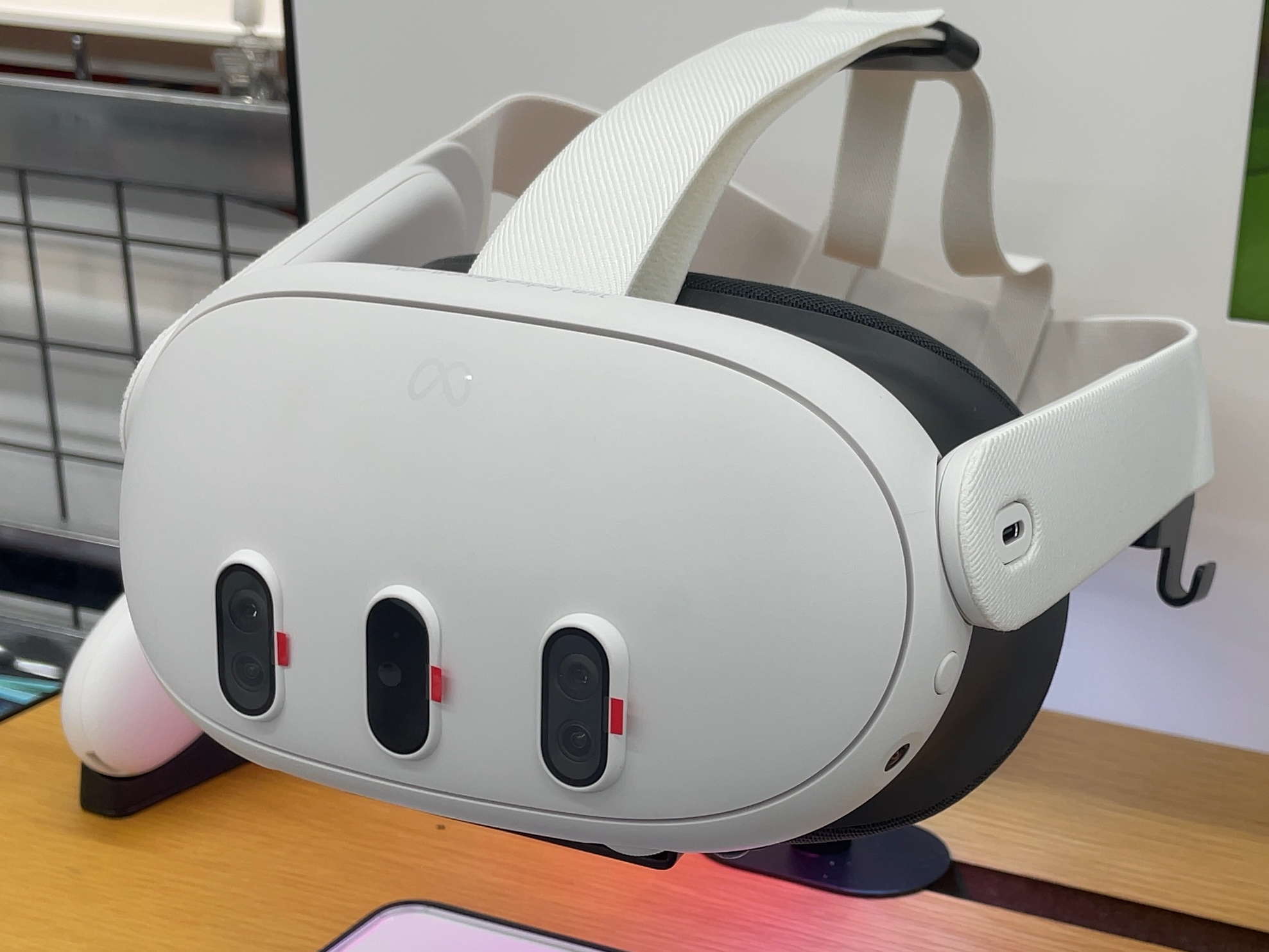
Le Meta Quest 3, ultime espoir des casques de réalité virtuelle en 2025 ?

Entre 2020 et 2022, dans le contexte de la Crise COVID, une gigantesque bulle spéculative émerge autour du concept de métavers, alors propulsé par la firme Meta, rebaptisée pour l'occasion. Des milliards de dollars affluent alors vers des projets pourtant encore très embryonnaires d'espaces virtuels persistants en 3D utilisant des casques de réalité virtuelle, et la plupart des grandes marques de la tech se lancent alors dans des prototypes futuristes, avec comme leader le Meta Quest 2 (vendu avec le jeu Batman : Arkham Shadow), alors même qu'il n'existe pas encore de marché tangible. Le marché connaît alors un essor marqué entre 2019 et 2022. 
Toutefois, cette bulle s'effondre dès 2023 face à l'absence d'usages réels et une totale indifférence du grand public face au concept de métavers, et la plupart des marques retirent leurs produits du marché : les ventes du Meta Quest demeurent décevantes et chutent rapidement malgré le lancement du meta Quest 3 beaucoup moins cher, et le bilan demeure loin de la rentabilité, faisant perdre plus de 70 milliards de dollars à Reality Labs, qui arrête le Meta Quest Pro. 
En 2024, Microsoft arrête la production de ses casques HoloLens 2 (qui allait fêter ses dix ans d'indifférence) et Windows MR, et Apple met fin à la production de son casque Vision Pro, aux ventes extrêmement décevantes. 
Pour pallier le manque d'adoption des casques, les métavers sont finalement accessibles via un simple navigateur web ou un smartphone, sans permettre de sauver le concept pour autant.
Les ventes mondiales de casques de réalité virtuelle ont diminué de 10 % en 2024 pour atteindre 6,9 millions d’unités (tous modèles confondus), tandis que le nombre d’utilisateurs actifs a chuté de 8 %, à 21,9 millions de personnes.
Suite à cette restructuration forte, les perspectives font état d'un possible abandon progressif du concept de casque « opaque » de réalité virtuelle pour des appareil plus hybrides (réalité augmentée, réalité étendue, réalité mixte...) et un possible rapprochement avec le principe des lunettes intelligentes. Reste à trouver les produits et débouchés qui justifieront les efforts de développement.

## Applications
Les casques de réalité virtuelle sont promus par leurs constructeurs pour d'éventuels débouchés médicaux, et seraient utilisés en chirurgie. En France, quelques hôpitaux et cliniques en ont utilisé notamment pour des interventions cardio-vasculaires.

## Contraintes

### Latence
Les casques de réalité virtuelle sont plus exigeants en matière de latence que les jeux vidéos normaux. Une latence trop importante peut entraîner une cinétose.
Le rendu fovéal a pour but de diminuer cette latence sans nécessiter une puissance de calcul importante.

### Résolution et qualité d'affichage
Différents facteurs influencent la qualité ressentie par l'utilisateur, dont la présence d'un effet de grille.

### Lentilles

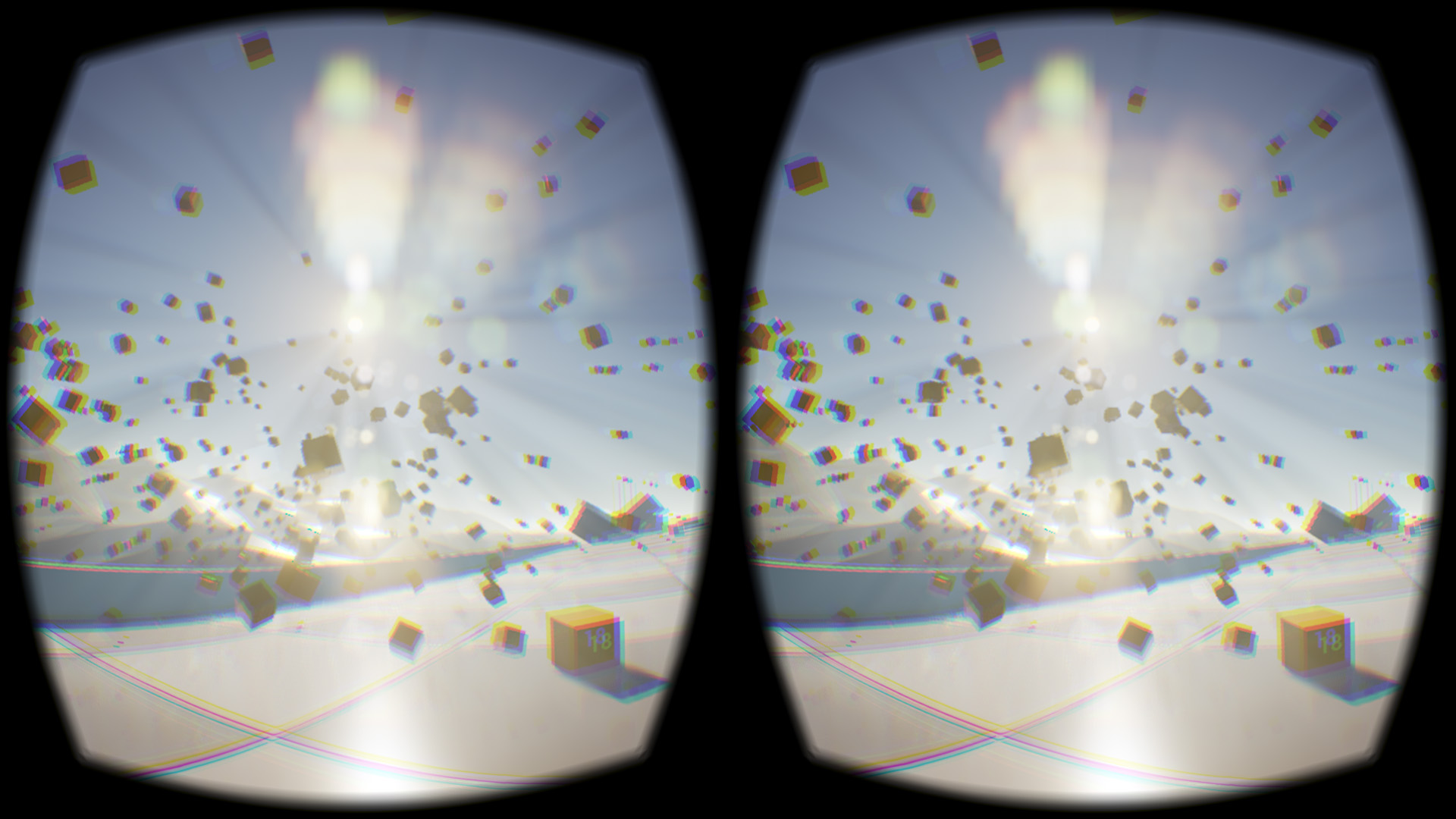
Image affichée par un casque de réalité virtuelle (sans ses lentilles), montrant la compensation logicielle des distorsions et aberrations chromatiques induites par les lentilles.

## Exemples
- 2016 : HTC Vive, conçu par HTC[46]
- 2016 : PlayStation VR, le casque à destination de la PlayStation 4[47]
- 2016 : Oculus Rift, l'un des précurseurs des casques de réalité virtuelle maintenant propriété de Facebook, créé par Oculus VR[46]
- 2017 : Microsoft HoloLens de Microsoft
- 2019 : Oculus Quest, un casque entièrement autonome et sans fil lancé en mai 2019[48].
- 2019 : Valve Index, conçu par Valve Corporation, commercialisé en juin 2019.
- 2020 : Meta Quest 2, la seconde génération du casque Oculus Quest, lancé en octobre 2020[49].
- 2024 : Apple Vision Pro d'Apple

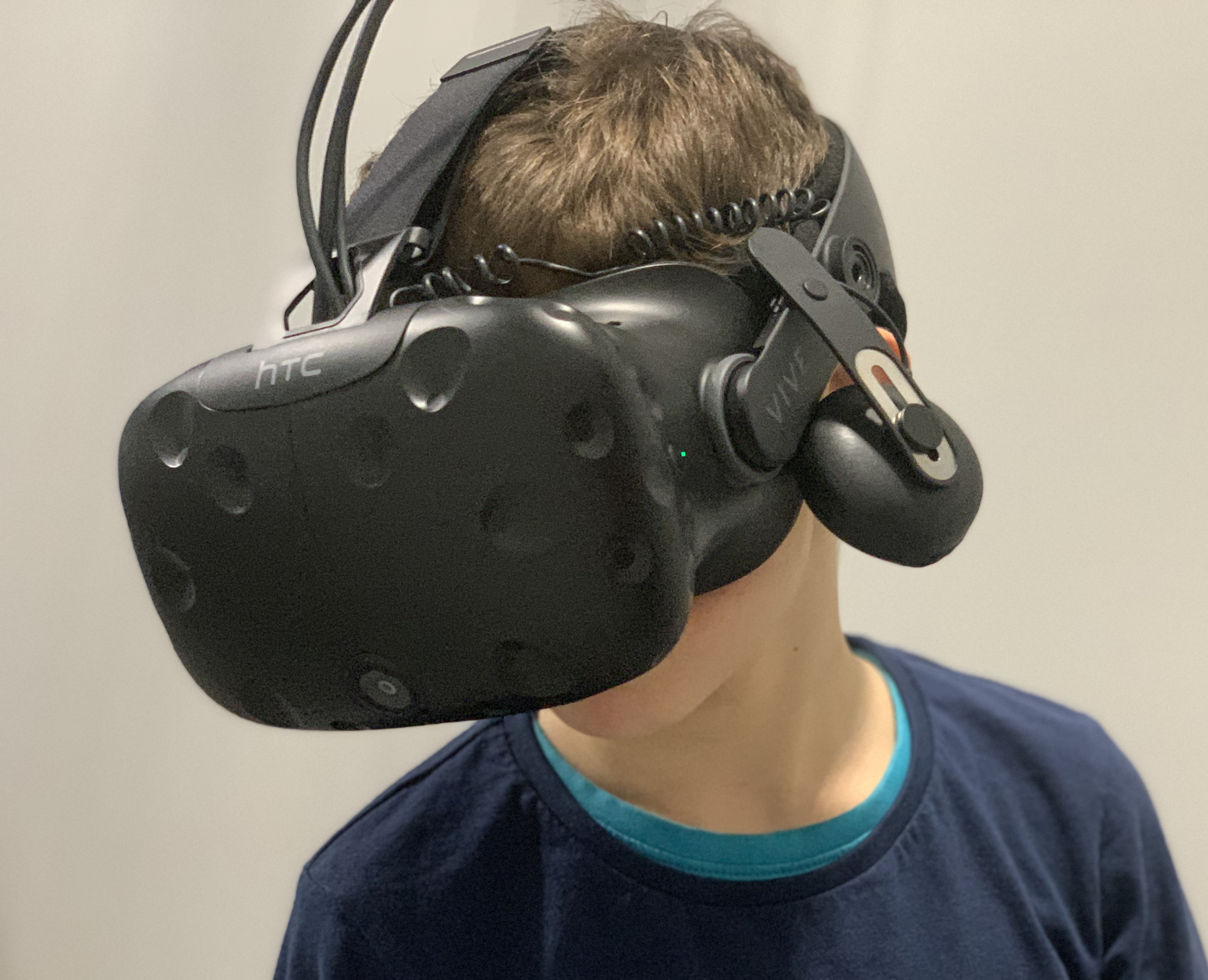
HTC Vive
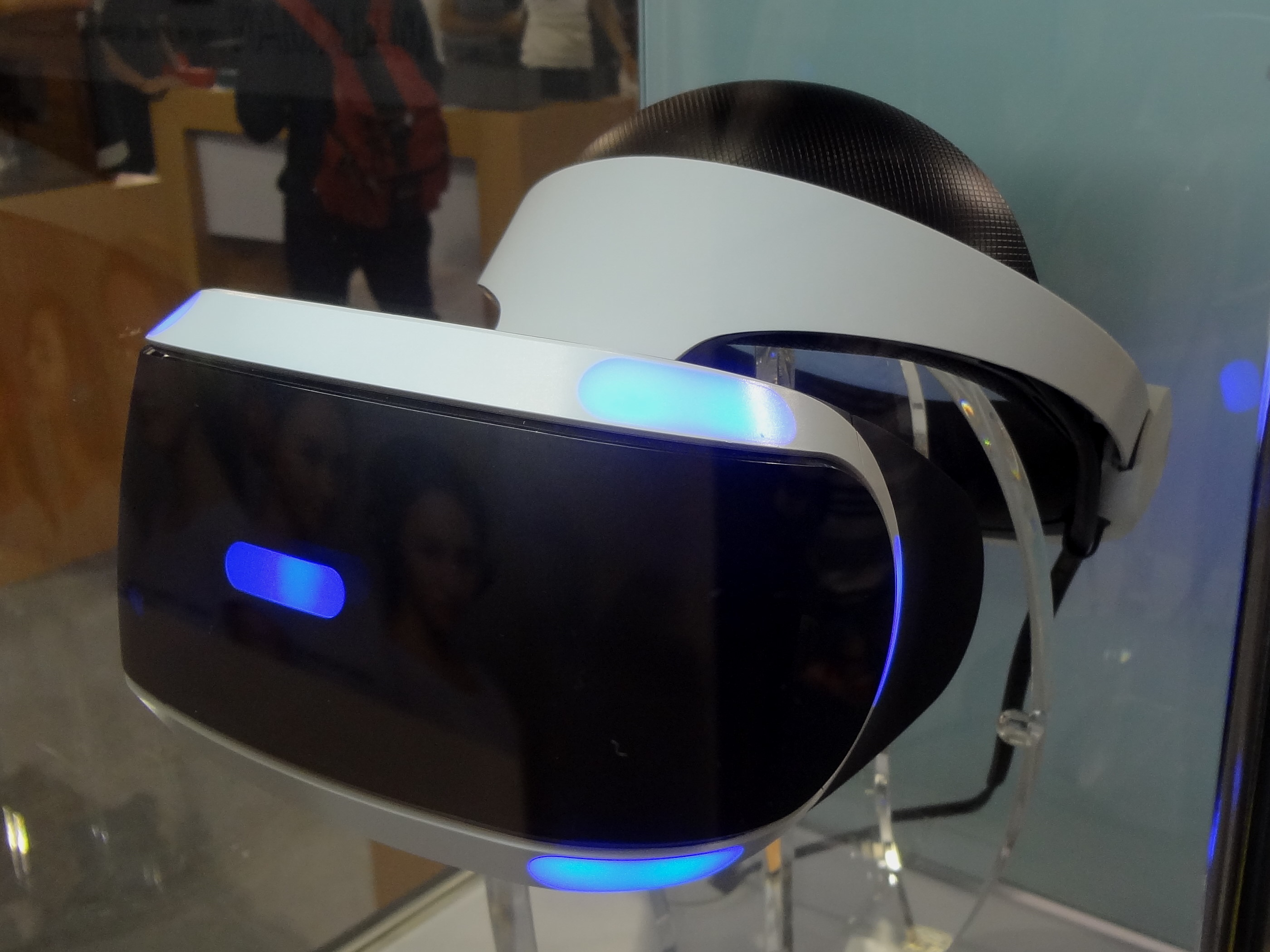
PlayStation VR
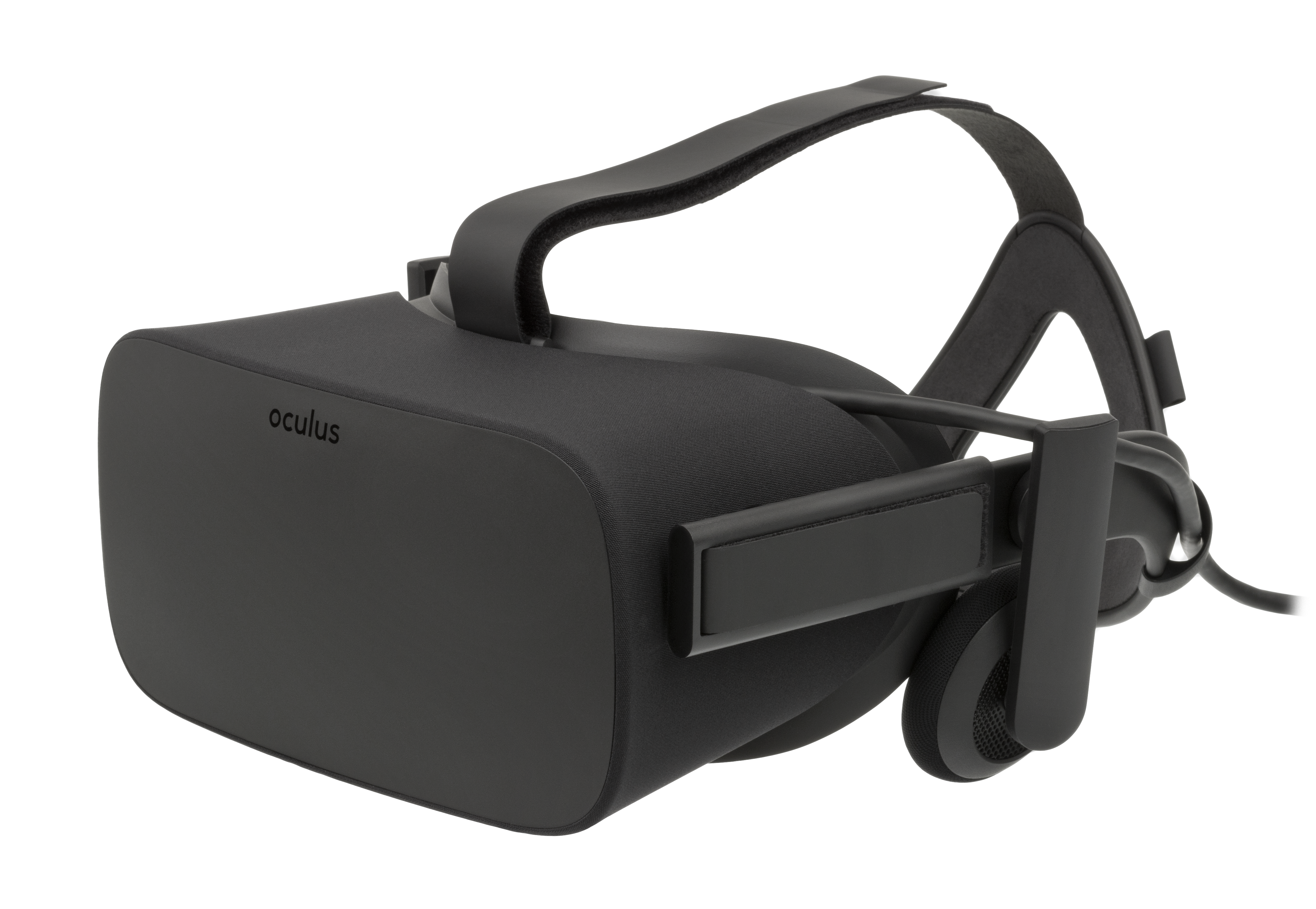
Oculus Rift
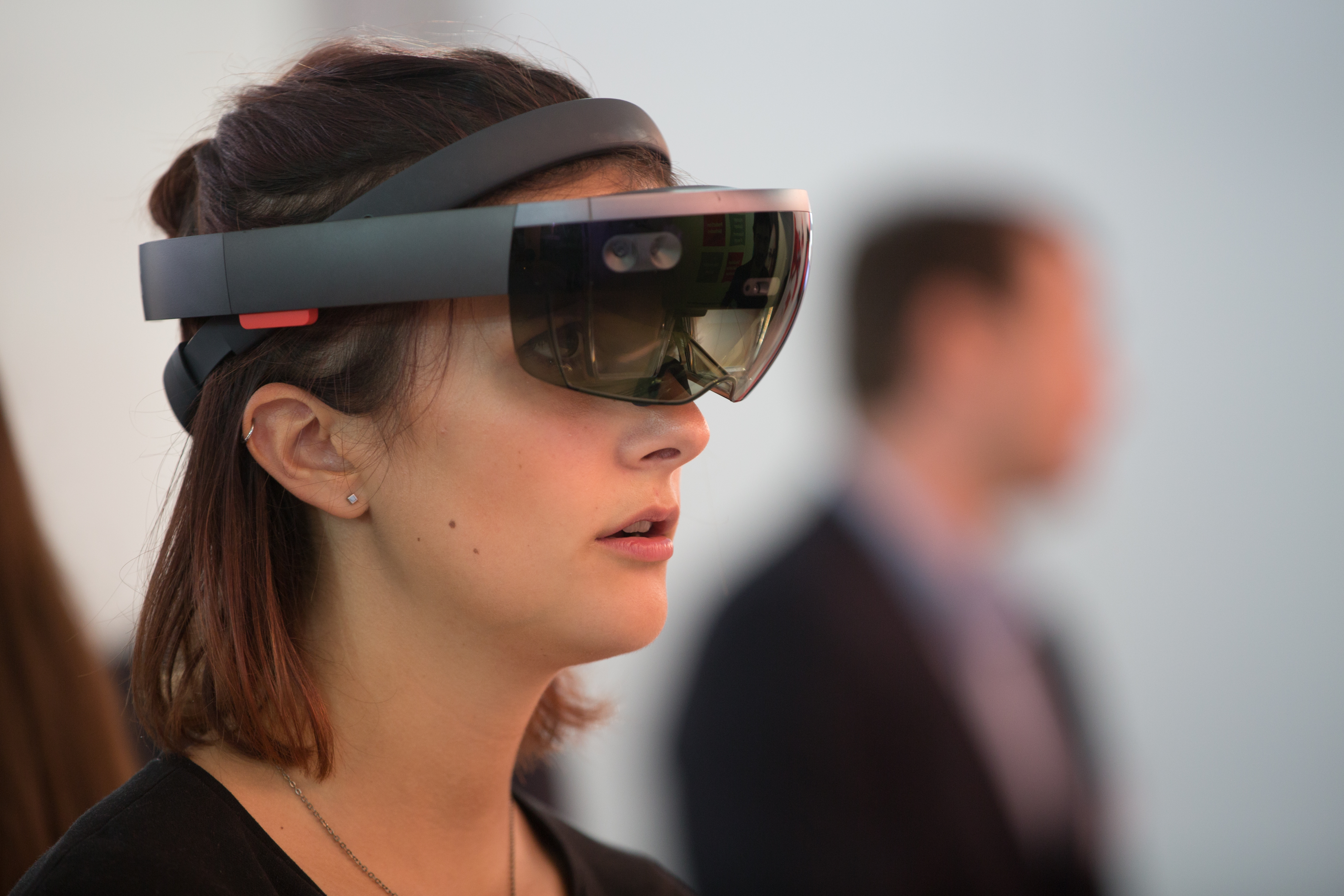
Microsoft HoloLens
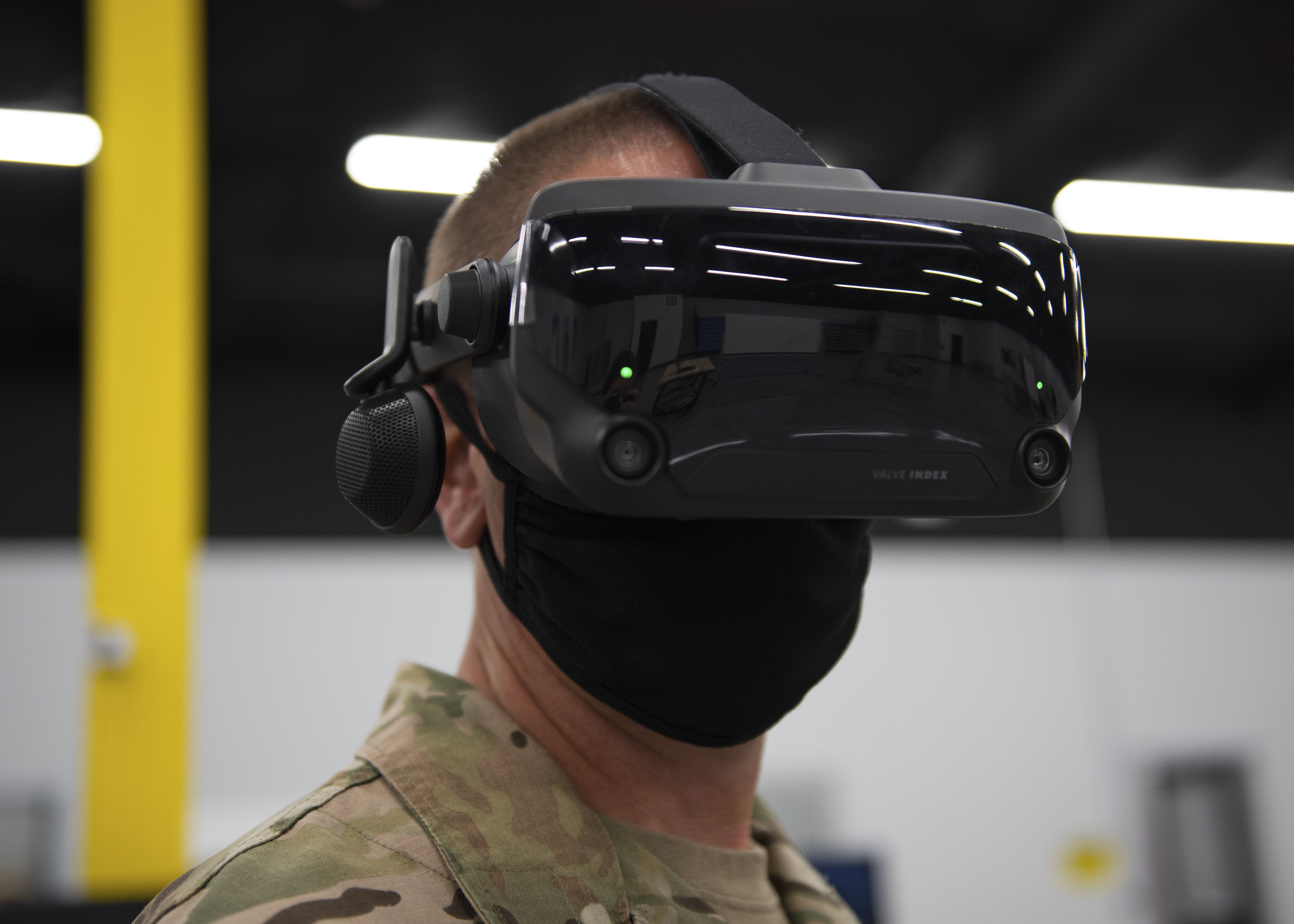
Valve Index
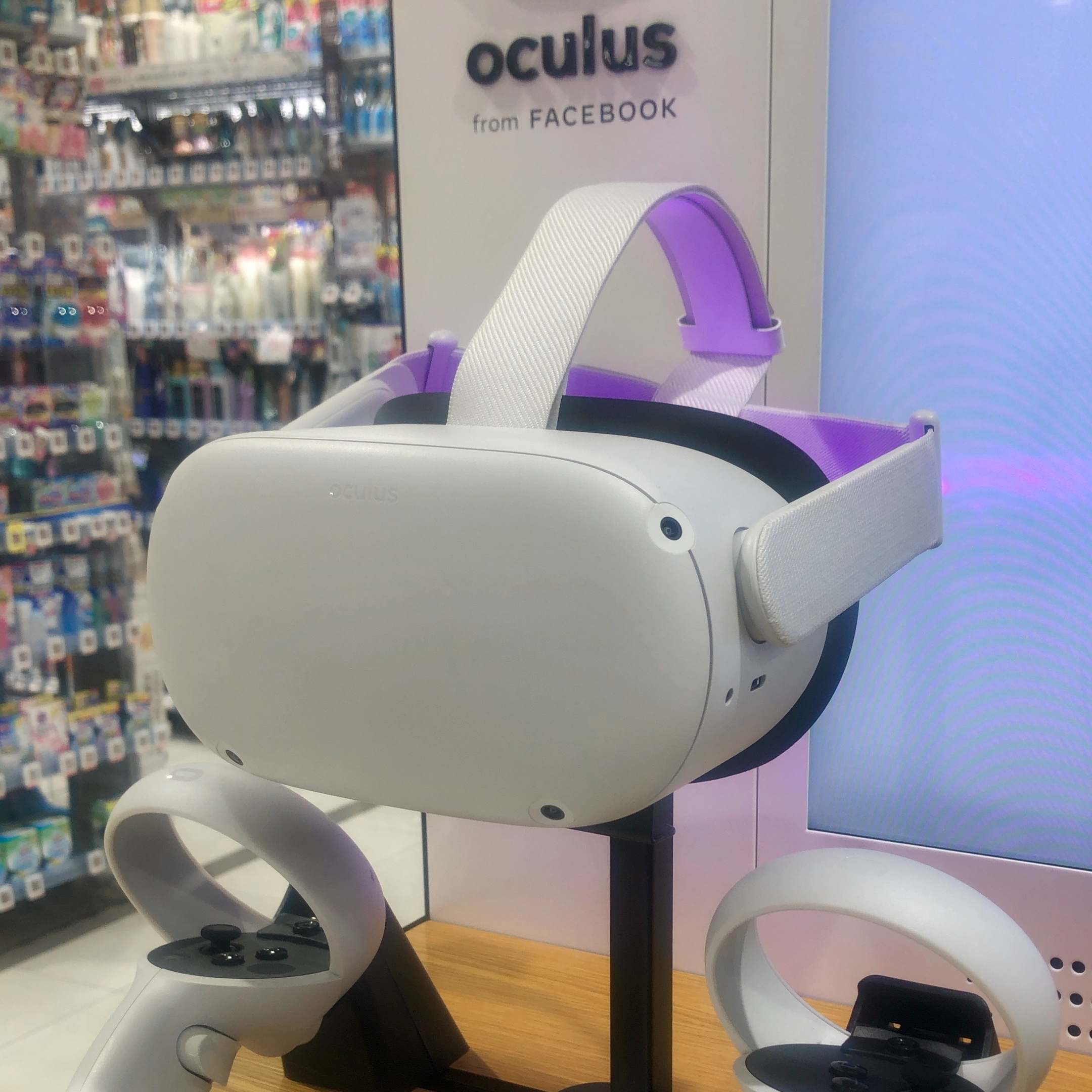
Meta Quest 2
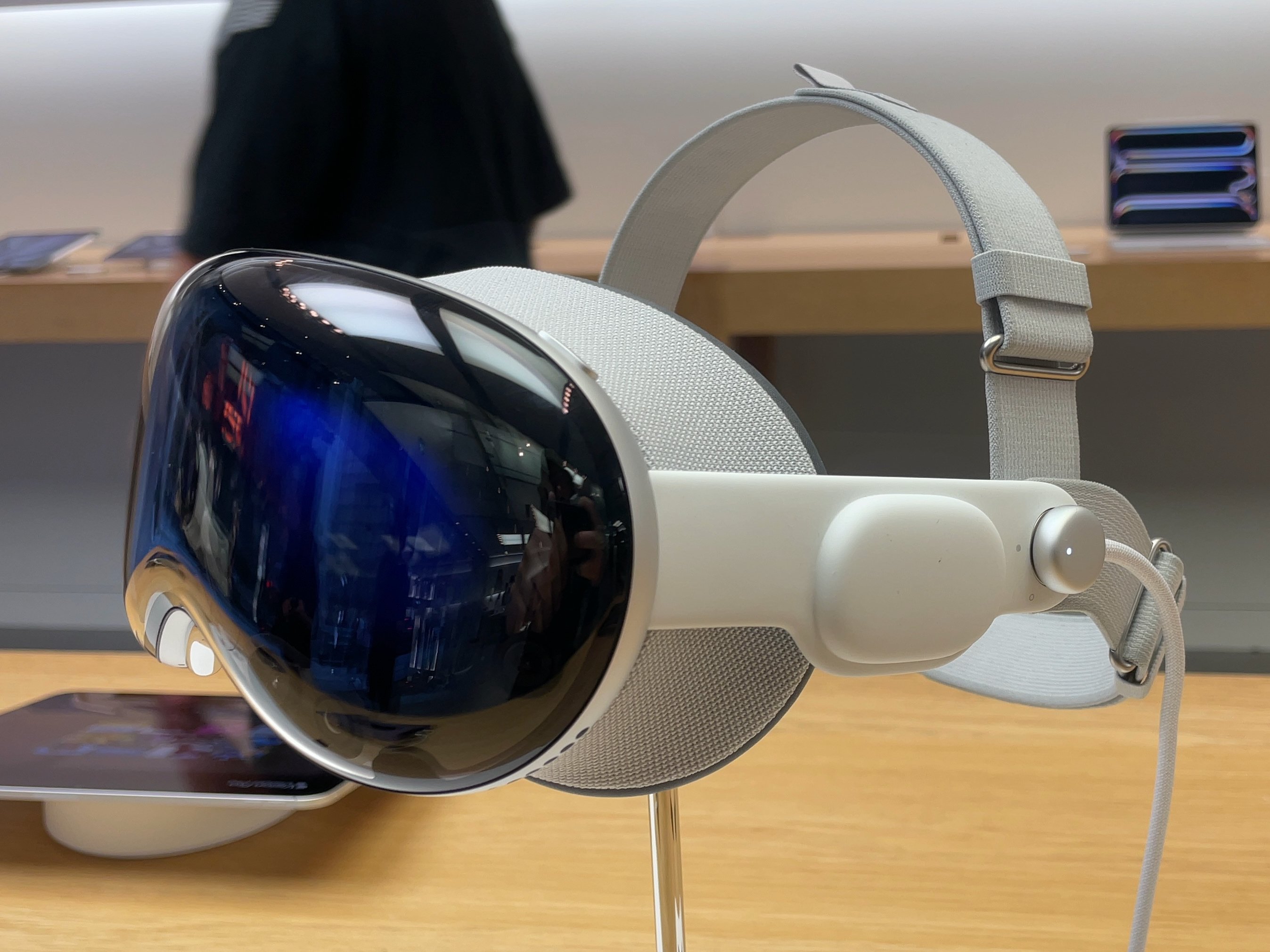
Apple Vision Pro

Moins connus : 
- Totem, casque de réalité virtuelle et augmentée conçu par VRVana, une entreprise de Montréal (au Canada)
- Pimax, une gamme de casques conçus par Pimax VR, une entreprise de Shanghaï (en Chine)[50]

Certains casques sont conçus spécifiquement pour la plateforme Windows Mixed Reality
- Microsoft Hollolens

- Acer AH01, conçu par Acer[51]
- Dell Visor, conçu par Dell[52]
- HP WMR, conçu par HP[53]
- Lenovo Explorer, conçu par Lenovo[54]
- Samsung Odyssey, conçu par Samsung[55]

D’autres sont des boîtiers avec lentilles nécessitant un smartphone pour l'écran et les capteurs :
- Google Cardboard, le casque de réalité virtuelle en carton créé par Google
- Google Daydream, le casque en plastique et manette créé par Google
- Homido, Une large gamme de casques de réalité virtuelle mobile, créé par HMD TECH une entreprise de Lille (en France)
- Samsung Gear VR de Samsung[56]